# Energie-Museum Berlin
Energie-Museum Berlin (Berlínské energetické muzeum) je technické muzeum v Berlíně ve čtvrti Lankwitz na adrese Teltowkanalstraße 9. Muzeum vzniklo v roce 2001 z bývalé elektrárny Steglitz a představuje historická zařízení pro výrobu a využití energie.

## Výstava
Na výstavní ploše kolem 1800 m² muzeum poskytuje náhled do následujících oblastí:
- technologie elektrárny
- elektrická síť
- Veřejné osvětlení, například pouliční osvětlení
- Technologie ochrany, jako je ochrana sítě
- měřicí technika
- bezpečnost práce
- komunikační technologie

## Dějiny

### Muzeum

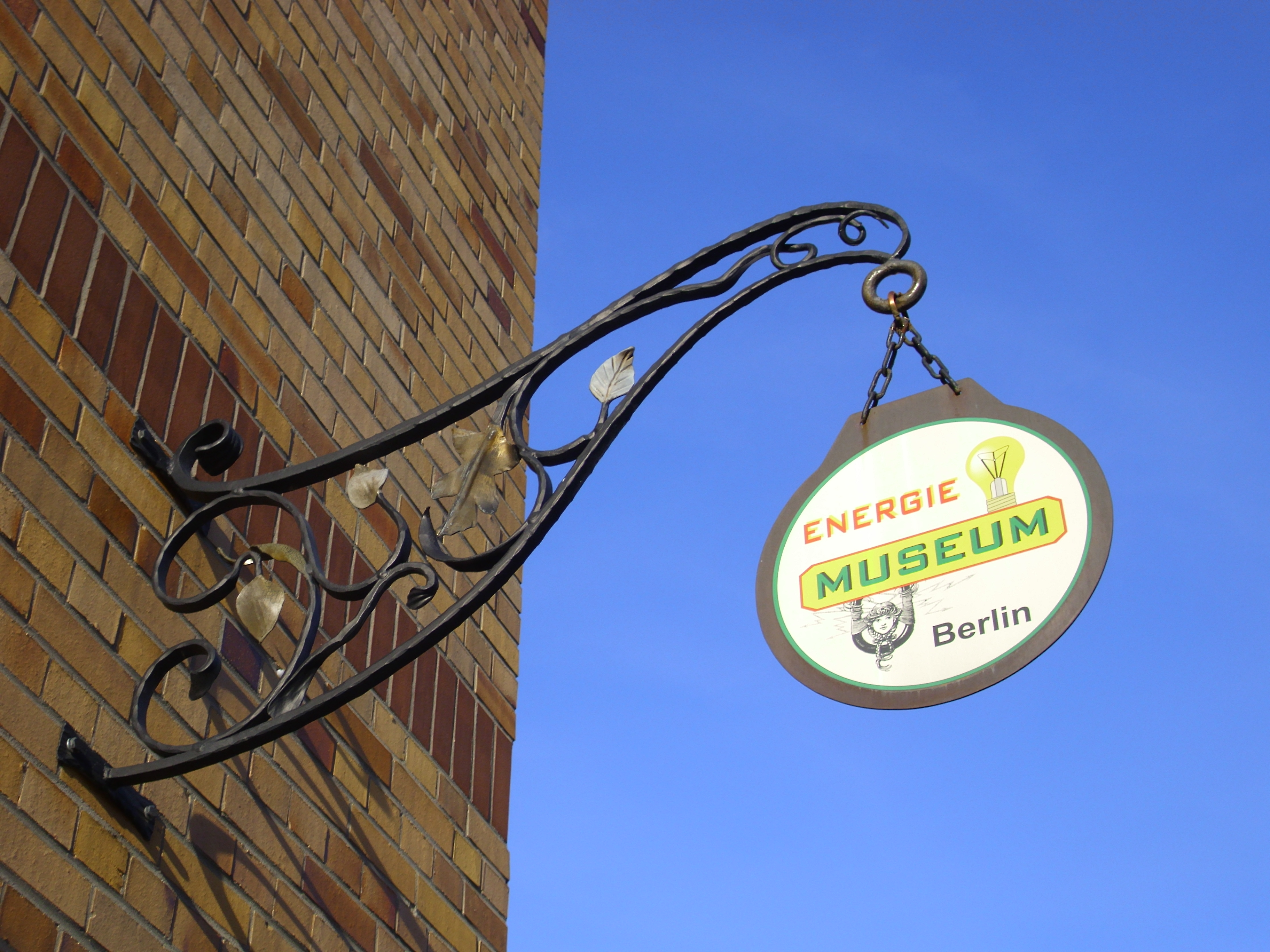
Vývěsní štít muzea

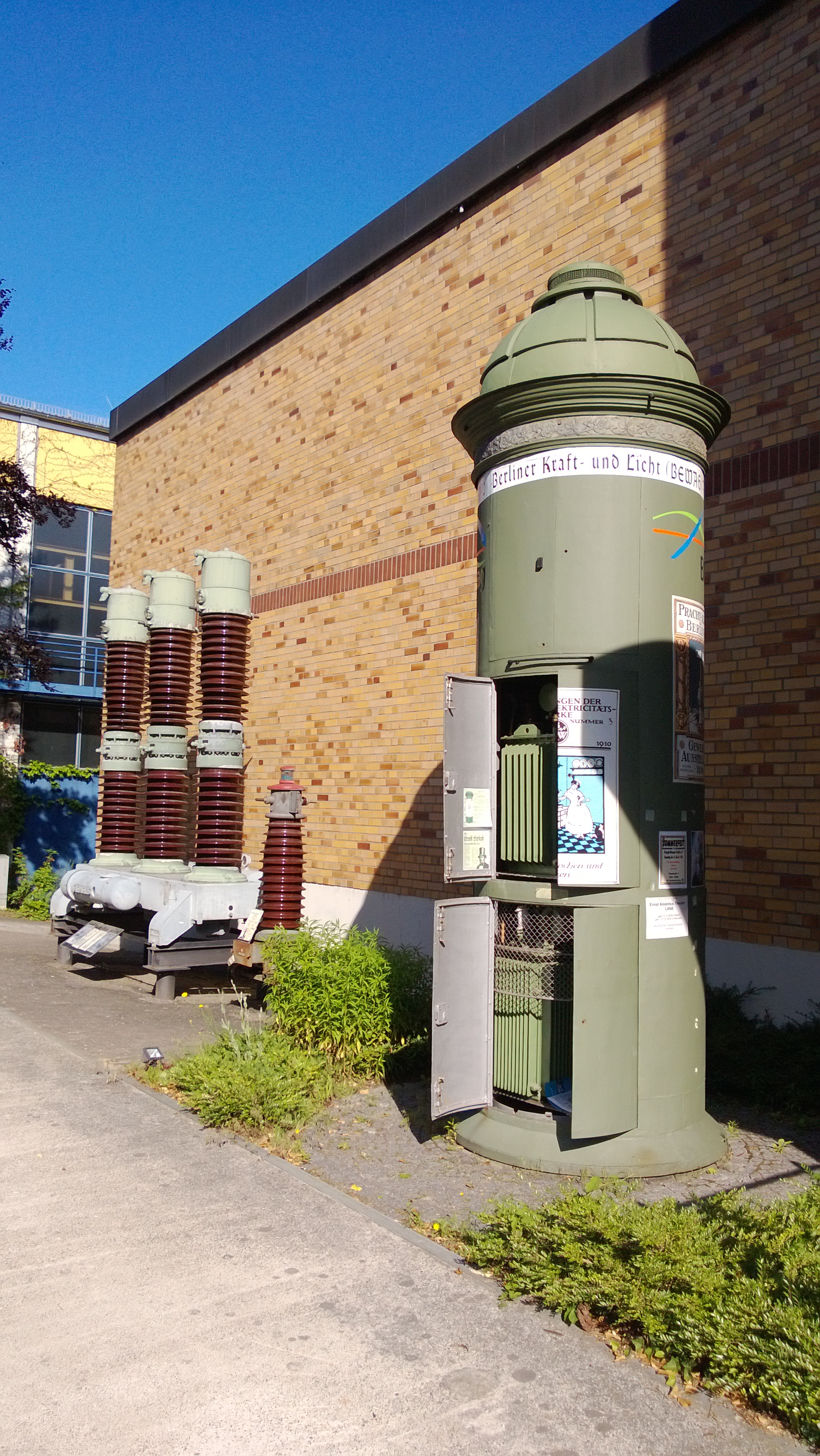
Transformátor

Dne 10. května 2001 byl bývalými zaměstnanci firmy Bewag AG založen spolek pro shromažďování historických technologií k zásobování elektřinou a teplem v Berlíně. Spolek začal provozovat muzeum s cílem prezentovat pestrou historii energetiky a elektrotechniky především v Berlíně.
Energie-Museum Berlin je provozováno na bázi dobrovolnosti, takže návštěva muzea je možná pouze po předchozí domluvě. Návštěvníci se mohou vydat na průzkum sami s průvodcem nebo se nechat vést odborníky. Vstup a komentované prohlídky jsou zdarma.

### Elektrárna
Obec Steglitz postavila podle plánů Hanse Heinricha Müllera v letech 1910-1911 vlastní elektrárnu, která byla slavnostně otevřena 15. března 1911. Místo také sloužilo jako vozovna pro tramvaje v obci Steglitz .
Bývalá vagónová hala již nestojí, dílenská hala elektrárny měla původně sloužila tramvajové vozovně. Poté, co se Steglitz stal v roce 1920 v důsledku zákona o Velkém Berlíně berlínskou čtvrtí, byla vozovna berlínských tramvají v roce 1929 odstavila a areál včetně elektrárny byl přenesen na firmu Bewag.
Elektrárna Steglitz byla v roce 1984 přeměněna na bateriovou akumulační elektrárnu. To bylo nutné jako okamžitý záložní systém pro rozvodnou síť, která byla v té době provozována jako ostrovní systém v Západním Berlíně. Elektrárna měla výkon 17 MW, který mohl být dodáván po dobu 20 minut při úplném nabití, a v ideálním případě mohla elektrárna uskladnit 14,4 MWh elektrické energie. Po znovusjednocení Německa byly elektrické sítě připojeny a koncem roku 1994 byla elektrárna odstavena. Nyní je budova pod památkovou ochranou. Rozvodna Steglitz provozovaná společností Vattenfall se nachází na místě poblíž muzea.
Budova byla postavena podle plánů architekta Clemense Mletzka v betonové a cihlové konstrukci s plochou střechou. Je třípodlažní a je podsklepená. Svým architektonickým řešením je budova zvláště výrazná v celkovém obrazu ostatních budov v areálu elektrárny a tvoří kontrast ke starým elektrárenským a administrativním budovám navrženým architektem Hansem Heinrichem Müllerem, jejichž fasády jsou posazeny do tmavé hnědé ručně tvarované cihly z Rathenowa a zdobené červenými a bílými cihlami.